# Einsiedeln
Einsiedeln és un municipi del cantó de Schwyz, cap i únic municipi del districte d'Einsiedeln. En aquesta localitat hi ha el Monestir d'Einsiedeln, fundat per Otó I del Sacre Imperi Romanogermànic el 934 i que és el lloc de pelegrinatge més important de Suïssa. És conegut per ser el lloc de neixament de Paracels, el pare de la medicina moderna.